# Orehoved
Orehoved – miasto w Danii, w regionie Zelandia, w gminie Guldborgsund.